# Ana Sokličová
Ana Sokličová (* 10. dubna 1984 Savica, občina Bohinj) je slovinská zpěvačka pop music, skladatelka a textařka.

## Hudební kariéra
Učila se zpěvu v akademii Nataši Nahtigalové. Od roku 2004 zpívala s rockovou skupinou Diona Dimm. Kromě rodné země koncertovala také ve Švédsku a Monaku. Zhudebnila básně Neži Maurerové a Maruši Kreseové. Spolupracuje se symfonickým orchestrem slovinského rozhlasu a skupinou Perpetuum Jazzile. Vystupovala na festivalu Slovenska popevka v letech 2004, 2005, 2013 a 2019, kdy získala velkou cenu poroty. V roce 2012 se zúčastnila slovenské verze soutěže The X Factor.
V roce 2020 vyhrála s písní „Voda“ soutěž Evrovizijska Melodija a kvalifikovala se tak na Eurovision Song Contest 2020, která však byla zrušena v důsledku pandemie covidu-19. Na Eurovision Song Contest 2021 soutěžila se skladbou „Amen“ a byla vyřazena v semifinále.

## Singly
- If You (2004)
- Cosmo (2004)
- Oče (Father) (2007)
- Naj Muzika Igra (2013)
- Temni svet (2019)
- Voda (2020)
- Amen (2021)
- Bohinian girl, Bohemian woman (2023)